# Рудник Шолактау
Рудник Шолактау – гірничодобувне підприємство на півдні Казахстану, призначене для видобутку фосфоритів однойменного родовища Каратауського фосфоритоносного басейну.
Родовище Шолактау (в радянські часи – Чулактау) стало першим введеним в розробку у Каратауському басейні. Будівництво на його основі гірничо-хімічного комбінату почалось в першій половині 1940-х, а в 1946-му рудник ввели в експлуатацію.
Первісно розробку вели відкритим способом, унаслідок чого утворився ланцюжок кар’єрів завдовжки біля п’яти кілометрів. Втім, вже в 1953-му почалось будівництво шахти, яка стало до ладу в 1964-му та отримала назву «Молодіжна». Станом на середину 2010-х глибина шахти становила 360 метрів.
Проектна річна потужність «Молодіжної» дорівнює 800 тисяч тон на рік, при цьому найвищий фактичний рівень видобутку досягнули в 1975 році із показником у 981 тисяча тон. В середині 2010-х щомісяця видобували 70 тисяч тон фосфоритів.
Наразі рудник належить Гірничо-переробному комплексу Чулактау концерну «Казфосфат».